# مايك سميث (لاعب كرة قاعدة أمريكي)
مايك سميث (بالإنجليزية: Mike Smith)‏ هو لاعب كرة قاعدة أمريكي، ولد في 5 ديسمبر 1868 في بيتسبرغ في الولايات المتحدة، وتوفي بنفس المكان في 3 نوفمبر 1945.

## وصلات خارجية
- مايك سميث على موقعبيزبول رفرنس.كوم (الدوري الرئيسي) (الإنجليزية)
- مايك سميث على موقعبيزبول رفرنس.كوم (الدوري الثانوي) (الإنجليزية)